# Roland Evers
Roland Evers (* 15. Dezember 1972 in Münster) ist ein deutscher Sportjournalist.

## Leben und Wirken
Der gelernte Diplom-Sportwissenschaftler ist seit 2001 beim Pay-TV-Sender Sky (ehem. Premiere) als Fußballkommentator tätig. Hier kommentiert er Spiele der Fußball-Bundesliga, der UEFA Champions League sowie der UEFA Europa League. 2006 und 2010 kommentierte er auch Spiele der Fußball-Weltmeisterschaften auf Sky.
Vor seiner Arbeit bei Sky war er Kommentator beim DSF. Bei Eurosport berichtete er bei den Olympischen Spielen 1998 in Nagano von den Snowboard-Events und ist dort als Reporter von Tennis-Spielen tätig.
Evers lebt in München.